# Verhandlungen der Kaiserlich-Königlichen Zoologisch-Botanischen Gesellschaft in Wien
Verhandlungen der Kaiserlich-Königlichen Zoologisch-Botanischen Gesellschaft in Wien (abreviado Verh. K.K. Zool.-Bot. Ges. Wien) fue una revista con ilustraciones y descripciones botánicas que fue editada en Viena. Se publicaron los números 8 al 67, en los años 1858 a 1918.  Fue precedida por Verhandlungen des Zoologisch-Botanischen Vereins in Wien; y reemplazada por Verhandlungen Zoologisch-Botanischen Gesellschaft in Wien